# Noord-Kethelpolder
De Noord-Kethelpolder is de naam van een polder en voormalig waterschap in de gemeenten Kethel en Spaland en Schiedam, in de Nederlandse provincie Zuid-Holland.
Het waterschap was verantwoordelijk voor de drooglegging en de waterhuishouding in de polder.
De polder grenst in het noorden aan de Lage Abtwoudsche polder, in het zuiden aan de Oost-Abtspolder, en in het oosten aan de Delftse Schie.

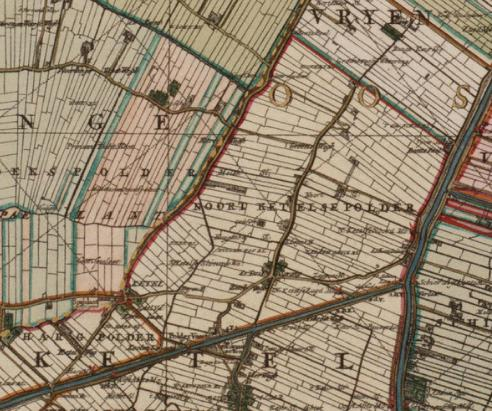
Kaart 1712